# Michal Hrazdíra
Michal Hrazdíra (né le 6 novembre 1977 à Brno) est un coureur cycliste tchèque. Actif durant les années 2000, il a été deux fois champion de République tchèque du contre-la-montre, en 2003 et 2004. Il a représenté la République tchèque lors des deux épreuves de cyclisme sur route des Jeux olympiques de 2004, et pris la treizième place du contre-la-montre. Son père Miloš et son frère Milan ont également été cyclistes.

## Palmarès
- 2001
  - 3e du championnat de République tchèque du contre-la-montre
  - 3e du Tour de Bohême
- 2002
  - 2e du championnat de République tchèque du contre-la-montre
- 2003
  -  Champion de République tchèque du contre-la-montre
  - 9e du championnat du monde du contre-la-montre
- 2004
  -  Champion de République tchèque du contre-la-montre
  - 3e étape du Tour de Vysočina (contre-la-montre)
  - 3e du championnat du monde des militaires contre-la-montre
  - 3e du championnat du monde des militaires sur route
  - 3e du Tour de Vysočina
- 2005
  - Prologue du Tour de Vysočina
  - 2e du championnat de République tchèque du contre-la-montre

## Classements mondiaux
| Année           | 2005  |
| --------------- | ----- |
| UCI Europe Tour | 1134e |